# 巴基斯坦共产党 (塔希姆)
巴基斯坦共产党（英语：Communist Party of Pakistan）是巴基斯坦的一个共产主义政党。该党成立于2002年，分裂自1999年成立的巴基斯坦共产党。该党的总书记是哈迪姆·塔希姆，信德省委员会书记是Rauf Korai。